# 3632 Grachevka
3632 Grachevka è un asteroide della fascia principale. Scoperto nel 1976, presenta un'orbita caratterizzata da un semiasse maggiore pari a 2,7706274 UA e da un'eccentricità di 0,3104815, inclinata di 6,43823° rispetto all'eclittica.
L'asteroide è dedicato alla località russa di Gračëvka, nell'Usmanskij rajon, che ha dato i natali ai genitori dello scopritore.